# 그레이트 히말라야 국립공원

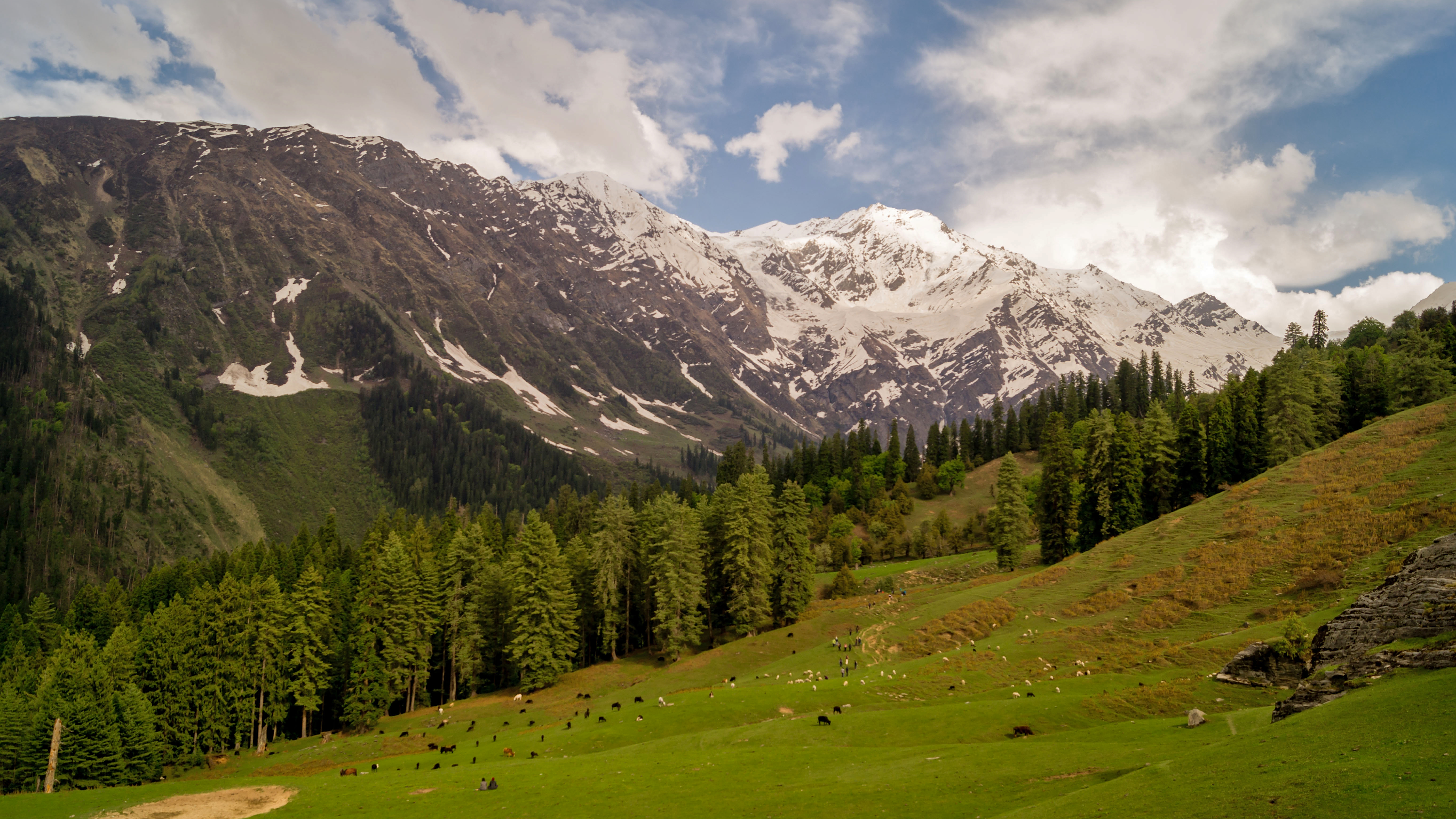

그레이트 히말라야 국립공원(Great Himalayan National Park, GHNP), 대 히말라야 국립공원, 그레이트 히말라야 국립대공원 보존 지역은 인도 히마찰프라데시주 쿨루 반자르 지역에 위치한 국립공원이다. 이 공원은 1984년에 설립되었으며 면적은 1171km2이다. 공원 내 고도는 1500~6000m 사이이다. 그레이트 히말라야 국립공원은 약 31종의 포유류, 181종의 조류, 3종의 파충류, 9종의 양서류, 11종의 환형동물, 17종의 연체동물, 127종의 곤충을 포함하여 수많은 동식물종과 375종 이상의 동물상이 서식하는 곳이다. 1972년 야생동물 보호법의 엄격한 지침에 따라 보호된다. 따라서 어떤 종류의 사냥도 허용되지 않는다.
2014년 6월, 그레이트 히말라야 국립공원은 '생물다양성 보존에 대한 탁월한 중요성'이라는 기준에 따라 유네스코 세계유산 목록에 추가되었다.